# Roncoferraro
Roncoferraro est une commune italienne de la province de Mantoue, dans la région Lombardie.

## Géographie
Le territoire de la commune de Roncoferraro est inclus, depuis 1984, dans le Parc naturel régional du Mincio.

## Administration
| Période                                  | Période | Identité | Étiquette | Qualité |
| ---------------------------------------- | ------- | -------- | --------- | ------- |
|                                          |         |          |           |         |
| Les données manquantes sont à compléter. |         |          |           |         |

### Hameaux
Governolo, Casale, Nosedole, Barbasso, Barbassolo, Villa Garibaldi, Garolda, Pontemerlano, Castelletto Borgo, Cadè

### Communes limitrophes
Bagnolo San Vito, Bigarello, Castel d'Ario, Mantoue, San Giorgio di Mantova, Sustinente, Villimpenta